# Radio Wien (1924)

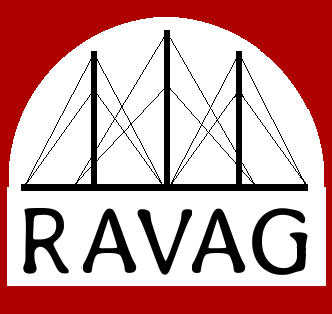
Das Logo der RAVAG zierten die drei Sendemasten des Senders Rosenhügel von Radio Wien

Radio Wien (bis 1934 oft mit Bindestrich Radio-Wien) war nach Radio Hekaphon das zweitälteste Hörfunkprogramm Österreichs. Veranstalter war von 1924 bis 1938 die Radio-Verkehrs-AG (RAVAG), von 1945 bis 1957 die Öffentliche Verwaltung für das österreichische Rundspruchwesen, wobei ab 1953/54 die Bezeichnungen „Radio Österreich“ bzw. „Österreichischer Rundfunk“ verwendet wurden. Die zugehörige wöchentliche Programmzeitschrift hieß von 1924 bis 1938 und von 1946 bis 1953 ebenfalls Radio Wien.
Zur Zwischenzeit 1938–45 siehe Reichssender Wien; zum Regionalprogramm (ab 1955 im ersten Programm, ab 1967 auf Österreich Regional) siehe Radio Wien; zum Landesstudio Wien siehe ORF-Landesstudios.

## 1924 bis 1938
→ Für die Entwicklung bis 1938 siehe: RAVAG
Die RAVAG erhielt im Februar 1924 eine Konzession zum „Betriebe von Anlagen für drahtlose Telephonie“. Die erste Adresse war Stubenring 1 (1. Wiener Gemeindebezirk), im Gebäude des dort ansässigen 1920 gegründeten Bundesministerium für Heereswesen. Generaldirektor der RAVAG war Oskar Czeija, Programmleiter bis 1926 der General Otto Redlich von Redensbruck.
Der reguläre Sendestart auf Mittelwelle 530 Meter war am 1. Oktober 1924. Zur Eröffnung wurde ein Festkonzert ausgestrahlt. Bert Silving, der zuvor bei Radio Hekaphon auftrat, spielte mit seinem Quartett Kompositionen Richard Wagners.
In Wien wurde 1926 ein neuer leistungsstarker Sender auf dem Rosenhügel eröffnet, 1933 folgte der 100 Kilowatt starke Sender Bisamberg und 1935 begann der Bau des Funkhauses (1939 eröffnet). Weiter entstanden die sechs Zwischensender Radio-Graz (1925), Radio-Klagenfurt (1926/27), Radio-Innsbruck (1927), Radio-Linz (1928), Radio-Salzburg (1930) und Radio-Vorarlberg (1934), die sich am landesweiten Programm der RAVAG beteiligten und (in geringem Umfang) auch lokale Sendungen ausstrahlten.
Schon 1924 besang Fritz Imhoff im Lied „Hallo, hallo! Hier Radio Wien!“ das Programm des Senders und die Begeisterung des Publikums. 1931 parodierte Hermann Leopoldi das Rundfunkprogramm und die Protagonisten von Radio-Wien in seinem Lied "RAVAGIANA". Aus dem Jahr 1937 stammt eine Aufnahme der Parodie Hallo! Hier Radio Wien! von Franz Engel und Fritz Wiesenthal.
Mit der Übernahme der RAVAG durch die deutsche Reichs-Rundfunk-Gesellschaft und der österreichischen Sendeanlagen durch die Deutsche Reichspost wurde 1938 aus Radio Wien der Deutschösterreichische Rundfunk, dann der Reichssender Wien, ein Teil des Großdeutschen Rundfunks. Salzburg und Tirol wurden dem Reichssender München, Vorarlberg dem Reichssender Stuttgart angeschlossen.

## 1945 bis 1954
Der Neustart von Radio Wien am 29. April 1945 ging wiederum von Oskar Czeija aus, der im August 1945 kurzzeitig treuhänderischer Öffentlicher Verwalter für das österreichische Rundspruchwesen wurde, bis ihn im November Siegmund Guggenberger in diesem Amt ablöste. Programmdirektor war Rudolf Henz.

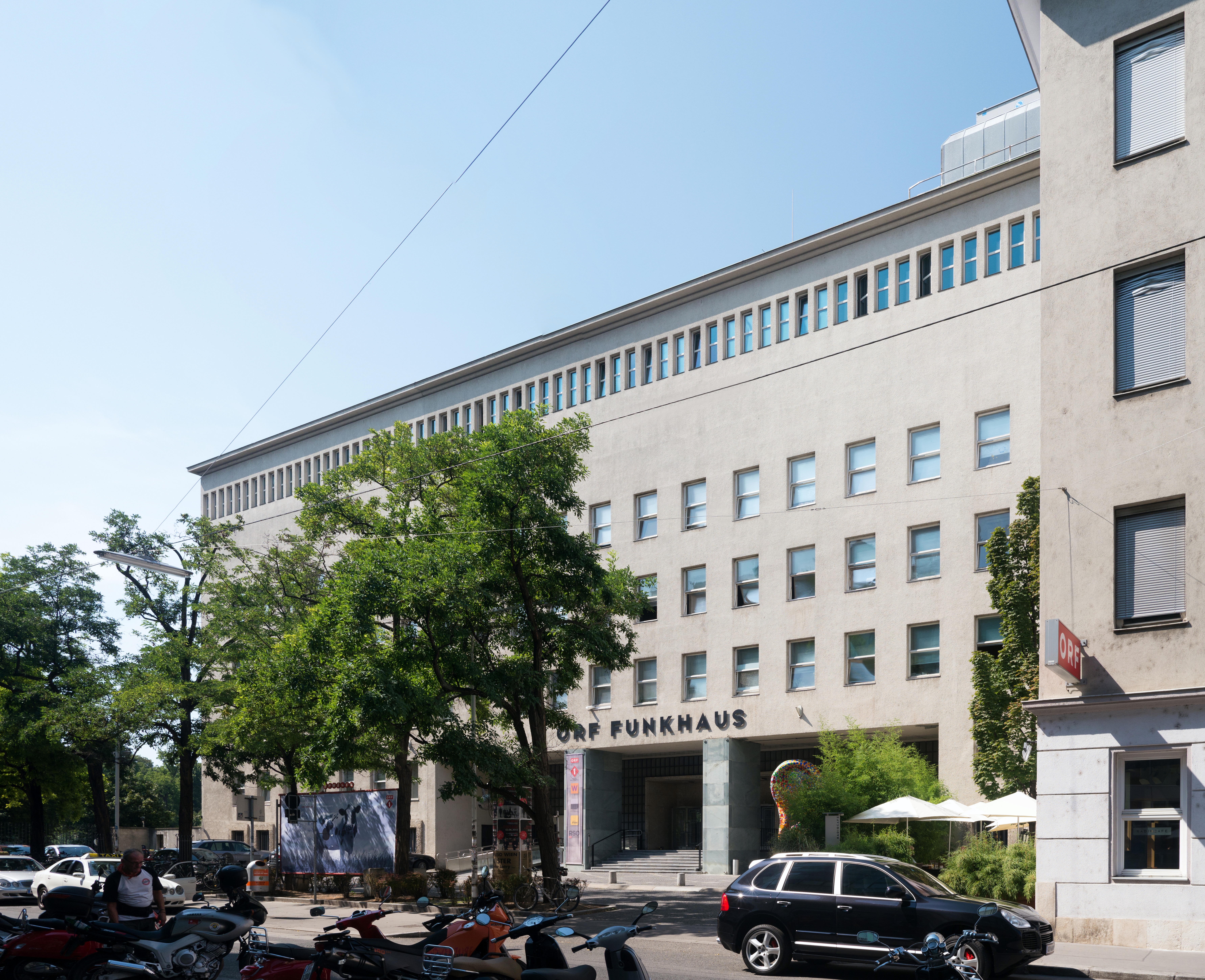
Das Funkhaus in der Argentinierstraße in Wien

Radio Wien war auf die sowjetische Besatzungszone bzw. die Post- und Telegraphendirektion für Wien, Niederösterreich und Burgenland beschränkt. Wie die französische Sendergruppe West stand es unter alliierter Zensur, wohingegen die amerikanische Sendergruppe Rot-Weiß-Rot und die britische Sendergruppe Alpenland direkt unter alliierter Verwaltung blieben. Österreichweite Ringsendungen gab es nur wenige, so etwa die Stunde der Alliierten (November 1945 – Mai 1949).
Im Mai 1945 begann die Zeitfunksendung Echo des Tages (ab 1954 Echo der Zeit im ersten Programm, seit 1967 Abendjournal auf Österreich 1). Weihnachten 1945 startete ein zweites Programm, dessen Mittelwellensender sich in der Thaliastraße auf dem Dach des Lagerhauses der Tabakfabrik Ottakring befand. Von Juni 1946 bis Juni 1953 gab es eine Russische Stunde im Programm.
Im Mai 1953 übersiedelte die Öffentliche Verwaltung vom sowjetischen in den britischen Sektor Wiens (Singrienergasse 21). Am 6. September 1953 begann über die Sender Wien-Kahlenberg und Klagenfurt die versuchsweise Abstrahlung eines dritten Programms auf UKW mit der Ansage „Radio Österreich“. Im November endete die russische Zensur, und das zweite Programm wurde zusätzlich in der Steiermark und Kärnten, ab Dezember auch in Tirol verbreitet, nun ebenfalls als „Radio Österreich“.
Nachdem der Öffentlichen Verwaltung 1954 im Hinblick auf das bevorstehende Ende des Besatzungsregimes im Januar die Sendergruppe Alpenland und im März die Sendergruppe Rot-Weiß-Rot übergeben worden waren, wurde im April 1954 die Umbenennung in „Österreichischer Rundfunk“ vollzogen. Radio Wien wurde zu dessen erstem Programm, wo bald Lokalsendungen entstanden, darunter auch für Wien.

## Veröffentlichungen
- Radio Wien. Erscheinungsverlauf bei ANNO. Historische österreichische Zeitungen und Zeitschriften
- Von der Österreichischen Nationalbibliothek digitalisierte Ausgaben: Radio Wien, 1924–1938; Nachfolger: Rundfunkwoche, 1938–1941 (online bei ANNO).
- RAVAG (Hrsg.): Festnummer 10 Jahre Radio Wien. In: Radio Wien, 11. Jg., Nr. 1, 28. September 1934 (online bei ANNO).